# Wurmschnecken
Die Wurmschnecken (Vermetidae) sind eine Familie aus der Gruppe der Caenogastropoda mit unregelmäßigen, röhrenartig wurmförmig gewachsenen Gehäusen, die fixiert an felsigem Untergrund in wärmeren und warmen Meeren aller drei großen Ozeane verbreitet sind. Sie ernähren sich als Filtrierer von Plankton.

## Merkmale
Die Wurmschnecken unterscheiden sich von anderen Gehäuseschnecken stark in der Gestalt ihrer Schneckenhäuser, die aus einer unregelmäßig gewundenen Röhre bestehen und deshalb oft mit den Kalkbehausungen röhrenbildender Polychaeten insbesondere der Familie Serpulidae verwechselt werden. Von diesen unterscheiden sie sich vor allem durch die für Molluskenschalen typischen drei Schichten, von denen die innerste, das Perlmutt (Hypostracum), deutlich glänzt, während die Annelidenröhren lediglich zweischichtig und innen matt sind. Meist sind diese röhrenförmigen Schneckenhäuser durch eine zementartige Substanz am felsigen Substrat fixiert, bei vielen Arten auch an Artgenossen, so dass es zu Koloniebildung kommt. Bei ausgewachsenen Wurmschnecken liegt die Gehäusemündung frei und ist für gewöhnlich nach oben gerichtet. Ein Operculum kann vorhanden sein oder fehlen; oft ist es nur halb so groß wie der Röhrendurchmesser. Beschädigte Abschnitte des Röhrenhauses werden bei Bedarf durch ein kalkiges Septum abgetrennt und so aufgegeben. Die Gestalt des Hauses variiert innerhalb der Familie und oft auch innerhalb einer Art stark, was eine Bestimmung erschwert.
Die Wurmschnecken ernähren sich von Detritus und Plankton, das mithilfe der Kiemen aus dem herbeigestrudelten Meerwasser filtriert wird, wobei oft ein vom Fuß produziertes Schleimnetz dem Auffangen der Nahrungspartikel dient.
Wurmschnecken sind getrenntgeschlechtlich, wobei die Männchen aphallisch sind, also über keinen Penis verfügen. Die Spermatophoren werden bei der Paarung ins freie Wasser entlassen und vom Schleimnetz des Weibchens, das gleichzeitig der Ernährung dient, aufgefangen und zur inneren Befruchtung in die weibliche Geschlechtsöffnung überführt. Die befruchteten Weibchen entlassen die Eikapseln in ihre Mantelhöhle, um sie dort auszubrüten. Bei vielen Arten, so etwa in der Gattung Vermetus, schlüpfen aus den Kapseln frei schwimmende Veliger-Larven, die nach einer pelagischen Phase als Zooplankton zu kleinen Schnecken metamorphosieren. Bei der im westlichen Mittelmeer lebenden Art Dendropoma petraeum werden bis zu 86 Kapseln gleichzeitig bebrütet, die höchste bisher bekannte Anzahl bei Wurmschnecken. Eine Kapsel enthält ein dotterreiches Ei (seltener 2 oder 3) und keine Nähreier. Die Entwicklung über das Veliger-Stadium läuft in der Kapsel ab, so dass schließlich fertige kleine Schnecken aus der Kapsel schlüpfen, deren Protoconch bis zu einem knappen Millimeter misst. Dieses juvenile Schneckenhaus ist noch regelmäßig gewunden, doch beginnt nun das wurmförmige Gehäusewachstum.

## Gattungen
Zur Familie Vermetidae gehören folgende 14 Gattungen:
- Ceraesignum Golding, Bieler, Rawlings & Collins, 2014
- Cerithiovermetus Bandel, 2006
- Cupolaconcha Golding, Bieler, Rawlings & Collins, 2014

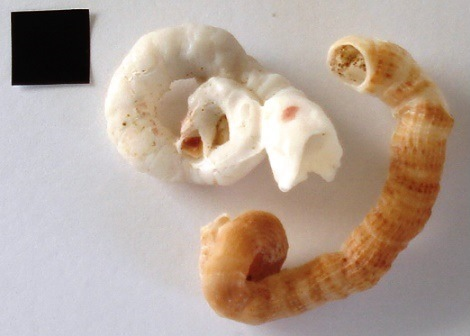
"Gehäuse" von Thylacodes natalensis (ehem. Serpulorbis natalensis) von der Küste Südafrikas (das schwarze Quadrat hat eine Kantenlänge von 1 cm)

- Dendropoma Mörch, 1861
- Eualetes Keen, 1971
- Magilina Vélain, 1877
- Novastoa Finlay, 1926
- Petaloconchus Lea, 1843
- Spiroglyphus Daudin, 1800

- Thylacodes Guettard, 1770
- Thylaeodus Mörch, 1860
- Tripsycha Keen, 1961
- Vermetus Daudin, 1800
- Vermitoma Kuroda, 1928